# وایسباخ بای لوفر
وایسباخ بای لوفر (به آلمانی: Weißbach bei Lofer) یک منطقهٔ مسکونی در اتریش است که در ناحیه تسل آم زه واقع شده‌است. وایسباخ بای لوفر ۶۹٫۵۷ کیلومتر مربع مساحت دارد ۶۶۶ متر بالاتر از سطح دریا واقع شده‌است.

## خواهرخوانده
شهر کادرتزونه ترمه خواهرخواندهٔ وایسباخ بای لوفر هست.